# Viliam Široký

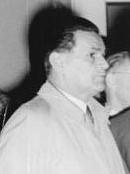
Viliam Široký

Viliam Široký (* 31. Mai 1902 in Preßburg, Österreich-Ungarn; † 6. Oktober 1971 in Prag) war ein tschechoslowakischer kommunistischer Politiker und von 1953 bis 1963 Ministerpräsident der Tschechoslowakei.

## Leben
Široký wurde zunächst stellvertretender Ministerpräsident der Tschechoslowakei in der Regierung Klement Gottwald I von 1946 und am 14. März 1950 Außenminister in der Regierung Antonín Zápotocký. Als dieser am 21. März 1953 Staatspräsident wurde, folgte er ihm im Amt des Ministerpräsidenten nach. Als Zápotocký am 13. November 1957 starb, war er aufgrund der Verfassung vom 13. bis 19. November 1957 auch amtierender Staatspräsident.
Er gehörte zu den Wegbereitern und Protagonisten der politischen Schauprozesse in den 1950er Jahren. In seine Amtszeit fiel am 11. Juli 1960 die Umbenennung der Tschechoslowakischen Republik in Tschechoslowakische Sozialistische Republik (Československá socialistická republika, ČSSR).
Nach zehnjähriger Amtszeit wurde er am 19. September 1963 von Jozef Lenárt als Ministerpräsident abgelöst.